# طائرات تعمل بالطاقة النووية

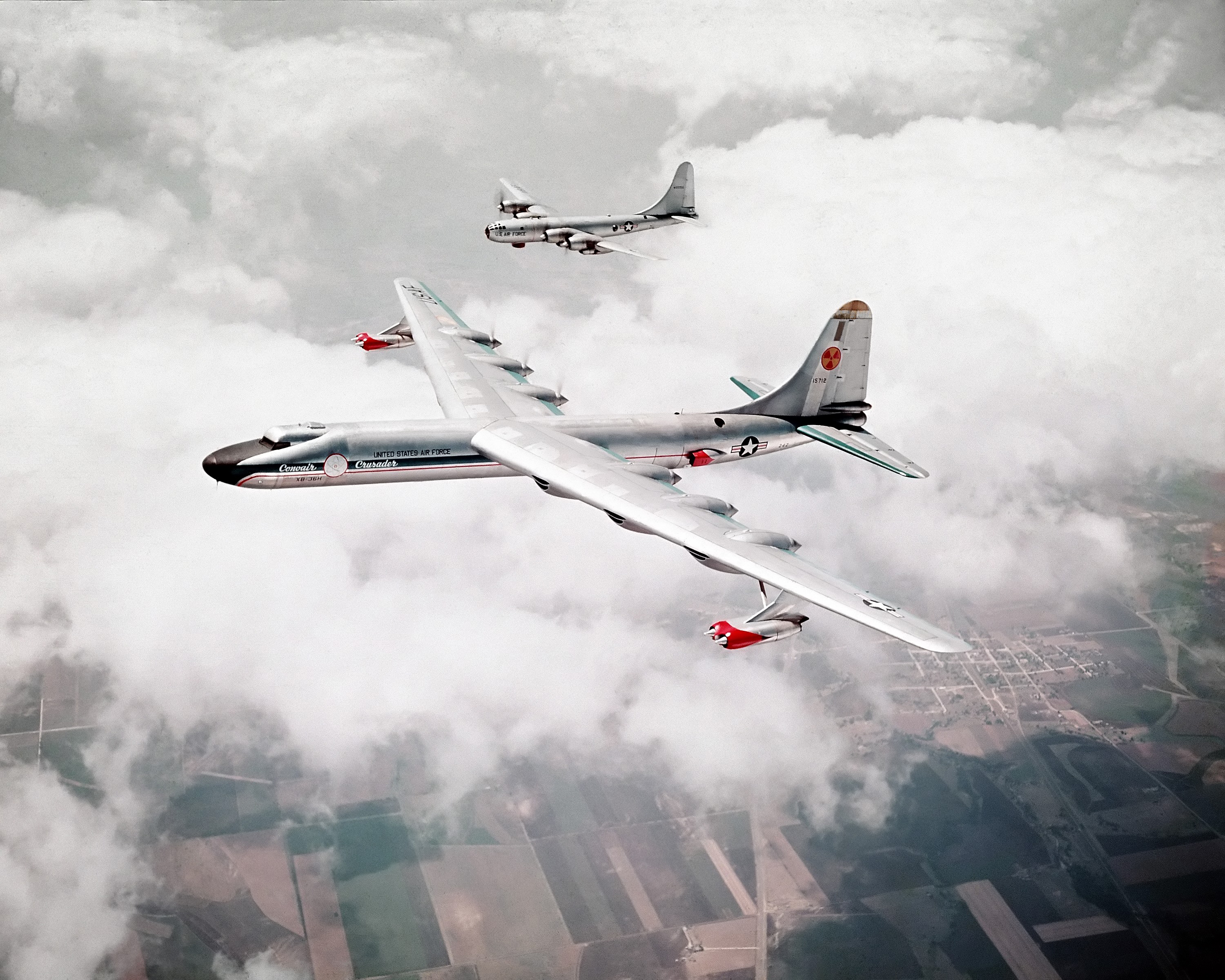
الطائرة الأمريكية الوحيدة التي تحمل مفاعل نووي

طائرات تعمل بالطاقة النووية هي مفهوم للطائرات التي تعمل بالطاقة النووية.

## نبذة
كان القصد من ذلك هو إنتاج محرك نفاث يعمل على تسخين الهواء المضغوط بواسطة الانشطار النووي بدلاً من الحرارة الناتجة عن حرق الوقود.
أثناء الحرب الباردة أجرت الولايات المتحدة والاتحاد السوفيتي أبحاث عن طائرات قاذفة تعمل بالطاقة النووية والتي يمكن أن يعزز قدرتها على تحمل الردع النووي ولكن لم يقم أي من البلدين بإنشاء أي طائرة من هذا النوع.

## فشل المشروع
كانت إحدى مشكلات التصميم التي لم يتم حلها بشكل كاف هي الحاجة إلى حماية ثقيلة لحماية الطاقم والأشخاص الموجودين على الأرض من متلازمة الإشعاع الحادة وايضا شملت المشاكل المحتملة الأخرى التعامل مع الحوادث.

## تصاميم مشابهة
بعض التصاميم الصاروخية غير المأهولة شملت صواريخ كروز حيث تعمل بالطاقة النووية.
مع ذلك أدى ظهور الصواريخ العابرة للقارات والغواصات النووية في الستينيات إلى انخفاض كبير في الميزة الاستراتيجية لهذه الطائرات وتم إلغاء المشروعات المعنية.